# 란스크로나

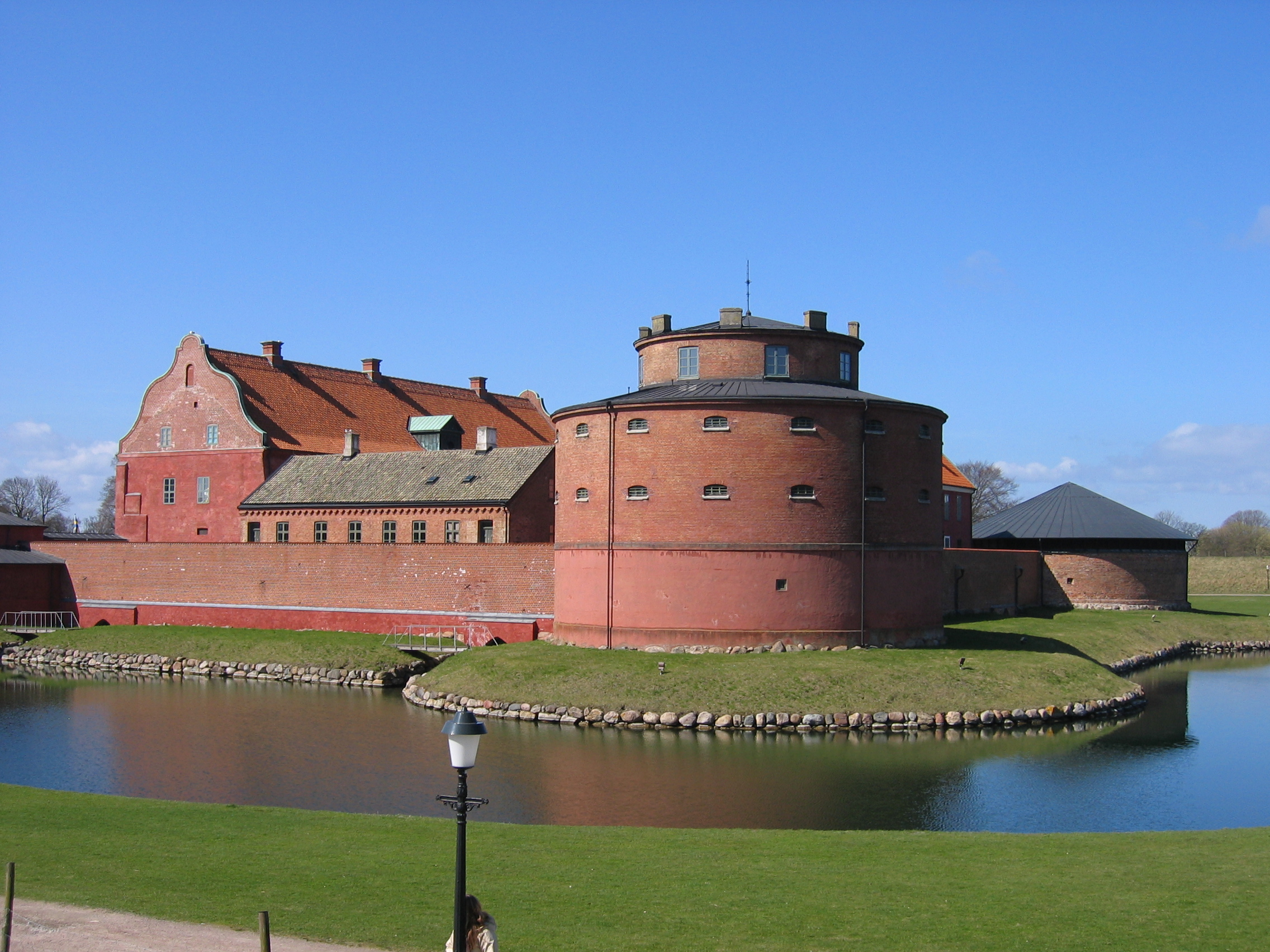
란스크로나 요새

란스크로나(스웨덴어: Landskrona)는 스웨덴 스코네주에 위치한 도시로, 면적은 12.09km2, 인구는 30,499명(2010년 기준), 인구 밀도는 2,524명/km2이다.

시 문장

## 역사
스코네 지방의 천연항으로 널리 알려졌으며 1413년 도시 지위를 부여받은 이래 스웨덴과 덴마크의 역사에 중요한 역할을 맡았다. 1428년 한자 동맹 세력에 의해 파괴되기도 했지만 15세기 초반에 재건되었다. 1658년 스코네 지방이 스웨덴에 넘어간 뒤부터 항구와 상점, 요새가 들어서면서 크게 발전했다. 1676년 7월 8일부터 8월 2일까지는 한때 덴마크에 점령되기도 했다.

## 사진

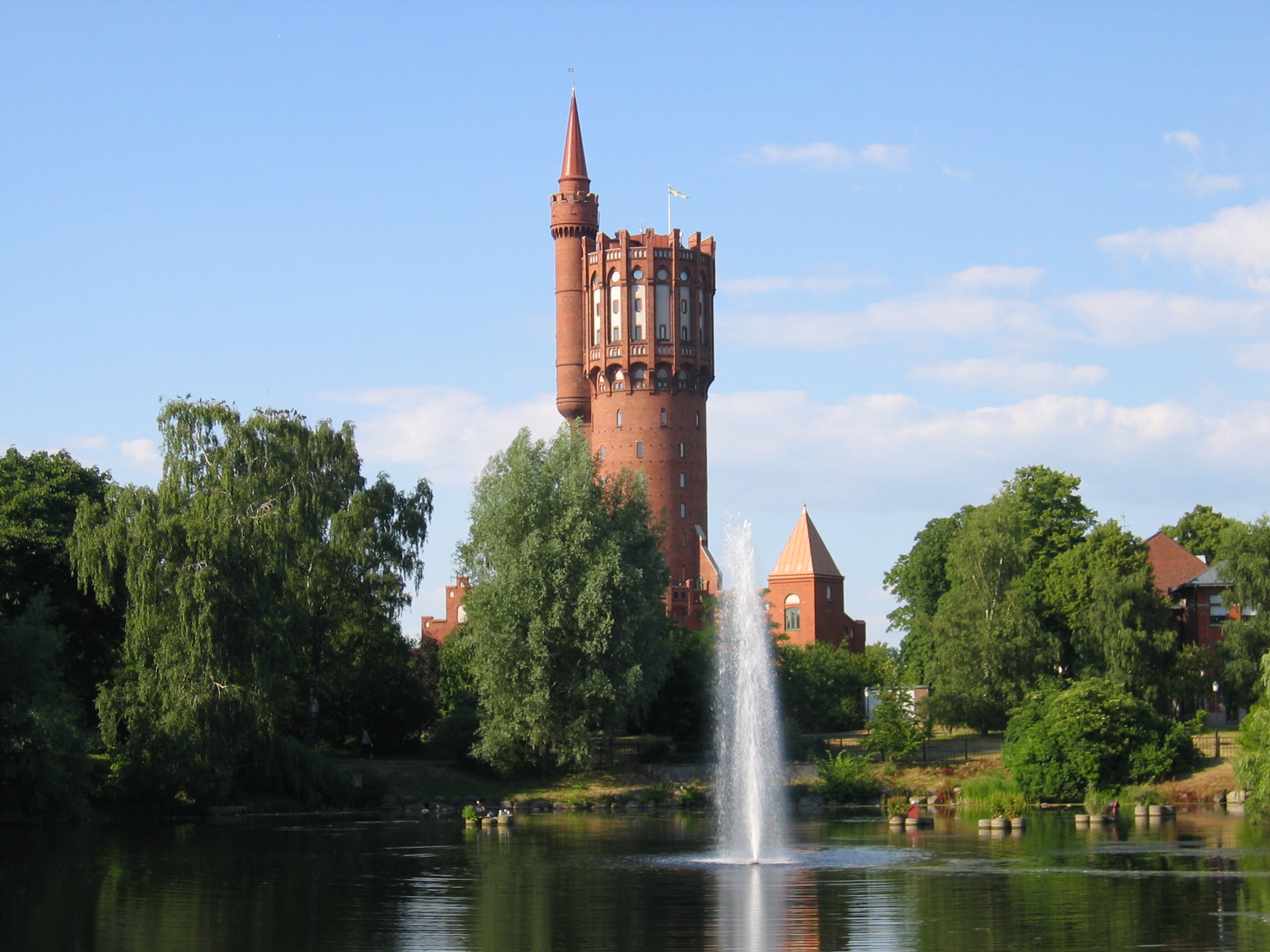
란스크로나에 있는 옛 급수탑